# Davisov preliv
Davisov preliv (angleško Davis Strait, francosko Détroit de Davis, dansko Davisstrædet) je morski preliv v severnem Atlantskem oceanu, ki leži med jugovzhodom Baffinovega otoka v kanadskem zveznem ozemlju Nunavut in jugozahodom Grenlandije.
Davisov preliv v smeri z juga proti severu povezuje Labradorsko morje in Baffinov zaliv, ki sta robni morji Atlantskega oceana ter ležita na morski poti do Lincolnovega morja in Arktičnega oceana skozi Naresov preliv. Gre za del severozahodne morske poti, ki povezuje Atlantski s Tihim oceanom. Davisov preliv je v smeri s severa proti jugu dolg približno 650 kilometrov. Njegova največja širina znaša približno 950 kilometrov in nikjer ni ožji od 300 kilometrov. Velja za enega najširših morskih prelivov na svetu. Največje globine so v njegovih južnih predelih in dosežejo približno 3660 metrov, medtem ko so najbolj plitvi predeli na območju kontinentalne police, kjer je globina od 350 do 550 metrov.
Največje naselje na obali Davisovega preliva je Sisimiut, ki je s približno 5600 prebivalci drugo največje mesto na Grenlandiji. Glavne plovne poti so zaradi toplejših morskih tokov vzdolž grenlandske obale, kjer najdemo tudi fjord Kangerlussuaq, ki je dolg približno 170 kilometrov in širok od 1,5 do 8 kilometrov. Fjord je povsem ploven, medtem ko na njegovem koncu leži istoimensko naselje s približno 500 prebivalci in mednarodnim letališčem, s katerega poleg poletov znotraj Grenlandije potekajo tudi poleti do Islandije in Danske.

## Zgodovina
Viking Leif Eriksson je okoli leta 1000 postal prvi Evropejec, ki je prečkal preliv v zahodni smeri, nakar je odkril Vinlandijo.
Preliv je bil poimenovan po Angležu Johnu Davisu, ki ga je leta 1585 kot prvi novoveški pomorščak preplul, potem pa se do leta 1587 še dvakrat odpravil v to regijo, kjer je iskal severozahodno morsko pot do Tihega oceana. Kljub temu, da ta morska pot ni bila uspešno prepluta vse do leta 1906, so bili Davisovi zapisi pomemben vir podatkov za kasnejše ekspedicije pomorščakov, kot sta bila William Baffin in Henry Hudson.
Staroselci so v bolj plitvih predelih Davisovega preliva dolgo lovili ribe in kite, medtem ko so kitolovci iz Združenih držav Amerike in Evrope v tem prelivu iskali grenlandske kite, ko je bilo v 19. stoletju veliko povpraševanje po njih.
Kljub temu se je gospodarski razvoj na območju Davisovega preliva in Baffinovega zaliva začel šele v poznem 20. stoletju, ko je že po nekaj letih zaradi upada cen delnic in okoljevarstvenih razlogov prišlo do zaostritve nadzora nad ribolovom tako s strani kanadskih kot grenlandskih oblasti. S črpanjem nafte se je začelo v zgodnjem 21. stoletju, a se je tudi ta dejavnost hitro umirila zaradi številnih usahlih vrelcev in ponovne zaskrbljenosti s strani okoljevarstvenikov. Turizem je včasih pomembna gospodarska panoga.